# Nick Hartnagel
Nick Hartnagel (geb. 1987 in Stuttgart) ist ein deutscher Film- und Theaterregisseur.

## Leben
Hartnagel studierte an der Hochschule für Schauspielkunst Ernst Busch Regie. Nach dem Studium assistierte er am Schauspiel Hannover, wo seine Diplominszenierung Fabian nach Erich Kästner und die Uraufführung von Soeren Voimas »Die Römische Octavia« entstanden. Seitdem ist Nick Hartnagel freier Regisseur und inszenierte unter anderem am Staatstheater Stuttgart, am Staatstheater Hannover, am Nationaltheater Mannheim, am Theaterhaus Jena und an den Ruhrfestspielen Recklinghausen.
Gemeinsam mit dem Schauspieler Henning Hartmann entwarf er die Youtube-Serien „Tagebuch eines Dramaturgen“, „Reisetagebuch eines Dramaturgen“ und „Schauspielschule XXL“. Hierbei war er für Kamera, Schnitt, Regie und Drehbuch verantwortlich.

## Inszenierungen (Auswahl)
- 2011 Weißbrotmusik, Deutsche Erstaufführung von Sasha Marianna Salzmann, bat-Studiotheater
- 2013 Fabian nach Erich Kästner, Schauspiel Hannover
- 2013 Die Kunden werden unruhig  Uraufführung von Johannes Schrettle, Theater Osnabrück
- 2014 zu jung zu alt zu deutsch von Dirk Laucke, Schauspiel Hannover
- 2015 In der Republik des Glücks von Martin Crimp, Theater Osnabrück
- 2016 Who the fuck is Kafka nach Lizzie Doron, Theater Heidelberg
- 2016 Frühlings Erwachen nach Frank Wedekind, Neues Theater Halle
- 2016 Biedermann und die Brandstifter von Max Frisch, Landestheater Tübingen
- 2017 Tod für einsachtzig Geld von Franziska vom Heede, Ruhrfestspiele/Schauspiel Hannover
- 2017 Penthesilea nach Heinrich von Kleist, Theaterhaus Jena
- 2017 Die Leiden des jungen Werthers nach Johann Wolfgang von Goethe, Theater Aachen
- 2018 Mitwisser Deutsche Erstaufführung von Enis Maci, Nationaltheater Mannheim
- 2018 Mein Kampf von George Tabori, Theater Heidelberg
- 2018 Kinder der Sonne von Maxim Gorki, Hessisches Landestheater Marburg
- 2019 Maß für Maß von William Shakespeare, Landestheater Tübingen
- 2021 Der Untergang der Titanic von Hans Magnus Enzensberger, Schauspiel Stuttgart
- 2021 King Kong, Stückentwicklung, Nationaltheater Mannheim
- 2022 Der Triumph der Waldrebe Uraufführung von Clemens J. Setz, Schauspiel Stuttgart
- 2023 Herkunft nach Saša Stanišić, Theater Heidelberg
- 2024 Sein oder Nichtsein nach Ernst Lubitsch, Deutsches Theater Göttingen
- 2024 Planet B von Yael Ronen und Itai Richter, Theater Magdeburg

## Filmografie
- 2021 Leutnant Gustl, Horster/Hartnagel Produktion

## Auszeichnungen und Einladungen
- Ikarus 2012 für die deutsche Erstaufführung von „Weißbrotmusik“ von Sasha Marianna Salzmann
- Augenblick Mal!-Festival 2013 mit der deutschen Erstaufführung von „Weißbrotmusik“[4]
- Heidelberger Stückemarkt 2014 mit der Uraufführung von „Die Kunden werden unruhig“ von Johannes Schrettle[5]
- Heidelberger Stückemarkt 2015 mit „zu jung zu alt zu deutsch“ von Dirk Laucke[6]
- 58. internationale Hofer Filmtage 2021 mit „Leutnant Gustl“[7]
- 48. Mülheimer Theatertage 2023 mit der Uraufführung von „Der Triumph der Waldrebe in Europa“ von Clemens J. Setz[8]